# Gmina Pierzchnica
Die Gmina Pierzchnica ist eine Stadt-und-Land-Gemeinde im Powiat Kielecki der Woiwodschaft Heiligkreuz in Polen. Ihr Sitz ist die gleichnamige Stadt mit etwa 1100 Einwohnern.
Zum 1. Januar 2019 wurde Pierzchnica wieder zur Stadt erhoben.

## Gliederung
Zur Stadt-und-Land-Gemeinde (gmina miejsko-wiejska) Pierzchnica gehören neben der Stadt selbst folgende 17 Dörfer mit einem Schulzenamt.
Brody
Czarna
Drugnia
Drugnia Rządowa
Gumienice
Górki
Holendry
Kalina Górecka
Maleszowa
Osiny
Pierzchnianka
Podlesie
Podstoła
Skrzelczyce
Strojnów
Ujny
Wierzbie